# Masques du théâtre japonais

Nom suivi de la description des masques utilisés dans le théâtre japonais Nô (drame lyrique), Kabuki (drame épique) et kyogen (farce). Le plus souvent, les masques sont utilisés indifféremment dans tous les théâtres. Lorsqu’ils sont particuliers à l’un d’entre eux, ils sont signalés. Enfin, ils sont classés par ordre alphabétique. Les dessins de certains masques sont reproduits en fin d'article.

## Liste de masques
1. ayakashi, masque d'homme (illustré dans le « Kokkiwa »[1]);
2. mitama ayakashi, variante du précédent[1];
3. akobu et akobujo[2],[3];
4. Akubo, méchant prêtre à la barbe hirsute[4];
5. akujo, vieillard méchant habituellement barbu[3];
6. hanakobu akujo, identique au précédent mais porte une verrue sur le nez;
7. kobu akujo, variante du n° 5[1],[5];
8. meika akujo, variante du n° 5;
9. washibana akujo, variante du n° 5 avec le nez crochu;
10. ama za kuro;
11. asakura, voir Kojo (n° 63);
12. ayakiri, masque gigaku[6];
13. bato, masque gigaku avec un grand nez et des cheveux longs[6];
14. beshimi, masque de démon[3],[2],[7],[8];
15. chorei beshimi, variante de Beshimi, chef des Onis. Voir également Obeshimi (n° 85) et Kobeshimi (n° 60);
16. boatsu, masque d'un Biddhisattva[6];
17. buaku, vieillard très ridé et très méchant;
18. bugaku, peut-être une variante du précédent[8];
19. chiji no jo, masque de vieillard[5];
20. choja, masque gigaku d'un homme arborant un mince sourire et au nez crochu;
21. chujo, appelé aussi wata otoko, jeune officier. Voir n° 127[7],[3],[5];
22. dai hechi nommé Dai Hetsu shi ou « masque de démon »[8];
23. dai kasshoku, masque de femme souriante[1];
24. dai doji, grand masque de doji (jeune homme);
25. deigan (de Dei, « boue » en japonais et Gan, « œil »), masque féminin[1],[3],[5];
26. emmei kwanja, serait Daikoku pour Muller[3]. Voir également jomeikenja (n° 48)
27. fudo, divinité des chutes d’eau (cascades)[5];
28. fukai ou fukami ou shakumi ou zo, jeune femme[7],[3],[9];
29. fukujin, homme chanceux[8];
30. futen, Dieu du vent[5];
31. fukakusa otoko, masque masculin au faciès angoissé[1];
32. gedo, masque de diable ou d’hérétique[5];
33. genjoraku, masque gigaku[6];
34. hakushiki, de « couleur blanche », signification semblable au masque d’Okina et utilisé dans la danse « Sembasso ». Sa forme est identique à celle du masque Kokushiki à la différence près que ce dernier est noir.
35. hannya, masque de diable féminin. Apparaît fréquemment dans diverses pièces nô telles qu'Adachigahara, Dōjōji (Kiyohime), Aoi no Ue, Momijigari ainsi que dans les pièces dans lesquelles figurent Watanabe no Tsuna, Omori Hikohichi etc.[7],[1],[5],[3],[9];
36. Hashihime[7],[1],[5];
37. heida, masque d’homme[7],[1],[5];
38. hemi jo,  masque de vieillard très semblable au masque Snko (n° 100)[7];
39. hyottoko masque masculin dont la bouche, de forme tubulaire se porte en avant (ce masque est aussi appelé le « souffleur d'eau »), semblable à une personne qui fait la moue. Il arbore parfois une moustache. On le rencontre habituellement avec des danseurs de Manzai en tant que personnage comique. Il est alors utilisé dans le théâtre Kyogen[8];
40. hokwansante, masque gigaku[6];
41. ikazuchi, autre nom de la divinité du tonnerre Kaminari ou Raiden[5],[9];
42. ikkaku sennin, masque d’homme porteur d’une unique corne au milieu du front. Personnage principal de la pièce Nô du même nom par Motoyosu;
43. imawaka, masque masculin[7];
44. jaguchi, masque figurant une « gueule de serpent »[10];
45. jido, masque de jeune homme. Le personnage principal dans la pièce Nô Kikudjido[7];
46. jisungami, « Kami aux dix pieds ». Masque féminin[5];
47. jo nom générique donné aux masques figurant un homme[8];
48. jomei kanja, masque de vieil homme souriant. La barbichette est identique à celle d’Emmei Kwanja (n° 26)[5];
49. jiuroku, masque d’homme de la soixantaine avec une mine reposée, peut être Kikujido;
50. kachiki, masque d’une femme affamée[1];
51. kagekiyo, masque d’un vieillard aveugle héros d’une pièce Nô portant le même nom[3];
52. kaminari (voir Ikazuchi), divinité du Tonnerre[5];
53. kantan no otoko, personnage masculin tiré de Hantan (Chih lih, Chine, héros d’une pièce Nô traduit dans Classical Poetry of the Japanese par Chamberlain[7];
54. kawazu, masque de crapaud utilisé dans la pièce Nô, Jiraiya;
55. katsujiki, masque masculin, un Glouton[3],[9];
56. kijo, masque d’un diable féminin plus petit que celui d’Hannya (n° 35);
57. kiokumi, masque féminin[5];
58. kitoku, masque gigaku[6];
59. kitsune, masque d’un renard[5];
60. kobeshimi, petit masque Heshimi représentant un diable parfois barbu[3],[1];
61. koja, « Serpent-renard »[10];
62. koji, peut-être le même que Katsujiki (n° 55)[8]. togan koji, jinen koji;
63. kojo, « Petit homme âgé »[3];
64. koiguchi kitoku, masque gigaku[5];
65. kokujiki, masque noir utilisé pour la danse « Sambasso »;
66. ko-omote, petit masque de femme[8],[7],[1],[3];
67. konkwai, masque de renard ayant revêtu l’aspect d’un prêtre;
68. kotobide, « petit Tobide »[7];
69. ko ouchijo, voir Ouchijo (n° 94)[7];
70. kozura, petite jeune fille vierge[5];
71. kumasaka,  voir Kumasaka Chohan, le voleur[7];
72. kurohige, homme à la barbe noire[7];
73. kurokami, homme à la barbe noire[10];
74. kwonin, masque gigaku[6];
75. magojiro, masque féminin[5],[9],[1];
76. maijo ou bujo, vieillard dansant[1];
77. mambi, en japonais « sourcils parfaits ». Remarquables par leur absence[2],[4];
78. masu ou masugami, masque de fille[1];
79. moko, en japonais : « tigre furieux »[10];
80. nakimasu, femme pleurant[1];
81. mamanari, masque de diable dont les cornes sont plus courtes que celle d’Hannya. Utilisé dans la pièce Shekkoseki du théâtre Nô et décrit lors de la scène de capture d’un Oni par Koremochi[5],[2],[9];
82. nanja, « Homme-serpent »[10];
83. niakunan, identique au masque Chujo (n° 21)[8];
84. niudo, identique au masque Mitsume Niudo, le lutin porteur de trois yeux. « Niudo » veut dire « retiré de la vie religieuse » en japonais;
85. obeshimi, en japonais « grand Heshimi ». Masque de diable sans ses cornes. La bouche est hermétiquement close[7],[3],[1];
86. okame. Voir Uzume (n° 126)[5],[8],[4];
87. okina, masque de la danse Sambasso représentant un vieil homme avec des touffes de cheveux sur le front et sur les commissures labiales. Très semblable à un masque comique illustré par Floegels;
88. omoni[10];
89. oni, nom générique donné au diable[8];
90. otobide, Grand Tobide, masque de diable sans ses cornes mais représenté la bouche ouverte et avec une barbe noire[9],[8],[7];
91. otoko et onna, vieil homme et vieille femme. Masques gigaku.
92. raiden, divinité du tonnerre. Voir Kaminari (n° 52) et Ikazuchi (n° 41)[5];
93. rashomon, masque de diable. Voir Watanabe no Tsuna[9],[4];
94. ouchijo, veil homme[7];
95. ran RIO, appelé aussi RIU-O. masque du Roi Riujin de la Mer. Masque gigaku[6];
96. rôjô, vieille femme souriante[3];
97. roso, prêtre âgé souriant[4];
98. saisoro, masque gigaku[6];
99. samba ou sambasso[8],[9],[11]. Voir les masques de Kokujiki (n° 65), Hakushiki (n° 34) et Okina (n° 87). Il existe aussi un masque avec une langue protruse utilisé lors des danses Sambasso;
100. Sanko ou sankojo, masque de vieil homme sculpté, à l’origine, par le sculpteur Sankobo[5],[3],[1];
101. Saru, masque de singe dont il existe plusieurs variantes parmi lesquelles Saru Beshimi et Saru Tobide tous deux des « singes-démons »;
102. Saruta, masque gigaku de Satura Hiko no Mikoto porteur d’un long nez à la Pinocchio. Il ne faut pas le confondre avec un Tengu[6];
103. Semimaru, masque masculin représentant le fameux joueur de flûte Semimaru;
104. Shaka, masque du Bouddha[6];
105. Shakumi, masque de femme. voir Fukai (n° 28)[1];
106. Shikami, masque d’un homme fronçant les sourcils[7];
107. Shinja[2],[3];
108. Shinsotoku, masque gigaku[6];
109. Shintai, masque d’homme[1];
110. Shiofuki, vent salé. La bouche est allongée en forme de tuyau[8];
111. Shishiguchi, gueule de lion, mentionné dans le Sun[5];
112. Shiwajo, vieillard ridé et fronçant les sourcils[7],[3],[2];
113. Shôjô, buveur de saké[7],[3],[1];
114. Shojô, masque de vieillard portant la barbe et dont le visage exprime la souffrance[1],[5];
115. Shunkwan, masque du prêtre Shunkwan, héros de la pièce Nô du même nom[5],[7];
116. Suikô, masque gigaku aux oreilles aplaties, un nez crochu et pointu et dont la tête est couverte d’une peau de tigre. Voir Kappa.
117. Sumiyoshi Otoko, jeune homme dont les sourcils sont relevés en forme d’accent circonflexe[1];
118. Tako ou Hiottoko ou encore Igo, souvent représenté avec un œil ouvert et l’autre fermé. La bouche est allongée en forme de tuyau. C’est un masque de comédie (théâtre Kabuki);
119. Tenko, masque de renard[8];
120. Tengu, les anciens masques de Tengu avaient le type du Tengu à fort bec d’oiseau mais on rencontre des masques de Tengu arborant une figure humanoïde dotée d’un long nez à la Pinocchio très proche de Saruta (n° 102) mais peint en rouge. Le masque de Sōjōbō est souvent identique à celui Otobide (n° 90) mais le personnage qui le porte est muni d’ailes dans le dos;
121. Tokouka, vieillard au large sourire et dont les yeux, à moitié onverts, clignent[4];
122. Toru (voir Owada Tateki, vol. 4)[10];
123. Tsurimanako, homme au regard en coin, démon sans corne[3],[4];
124. Uba, masque de veille femme. Sorcière du théâtre nô[5],[8],[7];
125. Uobiyoe[10];
126. Uzume, voir Okame (n°86);
127. Waka Onna, jeune femme ; Waka Otoko, jeune homme[7],[3];
128. Waraijo, vieillard riant. Identique à Sankojo (n° 100)[7];
129. Yace Otoko, homme mince[3],[7],[5],[4];
130. Yace Onna, masque de jeune femme mince arborant une souffrance[3],[4];
131. Yakan, masque de renard (voit Kitsune, n° 59)[10];
132. Yama-no-kami, Seigneur des Montagnes. Parfois porteur de trois yeux[8],[5];
133. Yama Uba, masque féminin parfois porteur de cheveux blancs peints. Utilisé associé à une perruque[1],[5],[3];
134. Yasha, masque d’une divinité féminine arborant un sourire féroce[4];
135. Yorimasa[1],[3],[4];
136. Yoshisada Nitta, morsure de la lèvre inférieure, une flèche traverse le front.
137. Yorohoshi, appelé aussi Yowa Hoshi, prêtre infirme[7];
138. Zo ou Zo-onna, voir Fukai (n° 28).

## Quelques masques

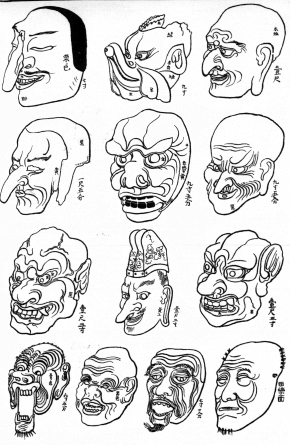
Masques sans nom des temples Horiuji et Todaiji Hachimango (d'après le Shuko Jisshu)
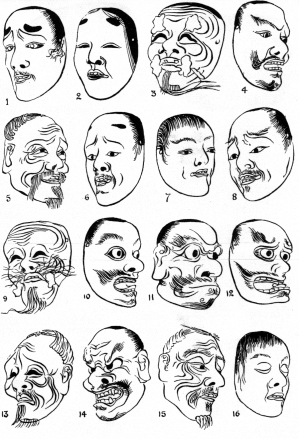
Masques du théâtre Nô(d'après le TAIYO (Le Sun.I). De gauche à droite et de haut en bas: 1- Chujo ; 2-Fukai ; 3-Hakushiki ; 4-Heida ; 5-Hemijo ; 6-Imawara ; 7-Jido ; 8-Kwantan Otoko ; 9-Ghemijo ; 10-Kokushiki ; 11-Kotobide ; 12-Kumasaka ; 13-Kurohige ; 14-Shikami ; 15-Shiwajo ; 16-Yorohoshi
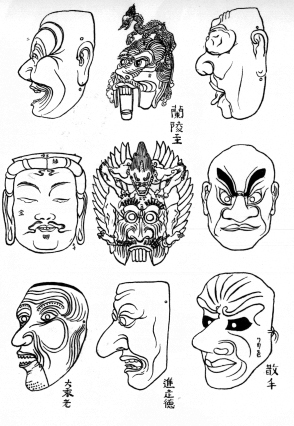
Masques Gigaku tirés du Shuko Jisshu (Gakki I, III, V). Par colonne de gauche à droite et de haut en bas: Otoko ; Shaka ; Saisoro ; Ran Rio O (1) ; Ran Rio O (2) ; Shin Sotoku ; Onna ; Saruto (1) ; Saruto (2)
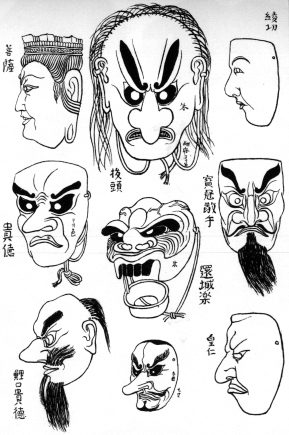
Masques Gigaku tirés du Shuko Jisshu (Gakki I, III, V). (d'après le Shuko Jisshu). Par colonne de gauche à droite et de haut en bas : Bosatsu ; Kitoku ; Koiguchi Kitoku ; Bato ; Genjoraku ; - ; Ayakiri ; Hokwansante ; Kwonin